# Autoroute A5 (Slovénie)
Pour les articles homonymes, voir A5 et Autoroute A5.
L'autoroute A5 (slovène : Avtocesta A5) est une autoroute slovène de 89,5 km allant de l'A1 (au nord de Maribor) à la frontière hongroise.

## Histoire
La construction de l'autoroute A5 a débuté en 2000. La section Vučja Vas (en)-Beltinci a été mise en service en 2003. Depuis 2006, la construction se poursuit. En mai 2008, la section Maribor-Lenart a été mise en service. En août 2008, il en est de même pour les sections Beltinci-Lendava et Lendava-Pince (en). En octobre 2008, l'autoroute est entièrement en service avec l'ouverture de la dernière section entre Lenart et Vučja Vas.
Le tableau suivant indique les dates d'ouverture des différentes sections de l'autoroute.
| Section              | Longueur | Ouverture               |
| -------------------- | -------- | ----------------------- |
| Maribor - Lenart     | 7,8 km   | 30/5/2008               |
| Lenart - Vučja Vas   | 26 km    | 30/5/2008 - 30/10/2008  |
| Vučja Vas - Beltinci | 11,2 km  | 15/11/2002 - 30/10/2003 |
| Beltinci - Lendava   | 17,4 km  | 14/8/2008               |
| Lendava - Pince      | 13,7 km  | 19/8/2008               |

## Parcours
- Échangeur entre A5 et A1 ( 3) : Ljubljana, Maribor
- 1 : Pernica
- 2 : Lenart, Gornja Radgona, Trate (en), Mureck
- 3 : Sveta Trojica, Ptuj
- 4 : Cerkvenjak
- 5 : Sveti Jurij ob Ščavnici
- 6 : Vučja Vas (en), Ormož, Gederovci (en), Gornja Radgona, Radenci, Ljutomer, Banovci (nl)
- 7 : Murska Sobota
- 8 : Lipovci (en), Hodos, Gornji Petrovci, Murska Sobota-vzhod, Rakičan (en), Beltinci
- 9 : Gančani (en), Moravske Toplice
- 10 : Turnišče, Dobrovnik, Odranci, Črenšovci, Velika Polana
- 11 ( Échangeur entre A5 et H7) : Dolga Vas, Dobrovnik, Lenti
- 12 : Lendava, Petišovci (en), Čakovec
- 13 : Pince (en)
- Hongrie M70

## Route européenne
- E653